# Diskrétní simulace
Diskrétní simulace jsou charakteristické tím, že se proměnné v model mění skokově (nespojitě) pouze nastala-li určitá událost. "Využívají k tomu next-event techniku (model se mění, pouze pokud se provede událost) pro řízení chování modelu.". Model (zjednodušení složité reality) nad kterým simulace probíhá, pak obsahuje chronologicky navazující děje. Díky výsledkům získaným ze simulace můžeme zjišťovat chování složitého dynamického systému, jehož stav se mění v čase, za různých podmínek.
Klasickým příkladem využití diskrétní simulace je obsluha zákazníka na pokladnách v nákupním centru. Vedoucí prodejny může pomocí simulace optimalizovat počet pokladních na pokladnách, tak aby nedocházelo k dlouhým frontám, nebo naopak, aby pokladní příliš nezaháleli.

## Od reality k modelu
Simulace se využívá v případech, kdy přesné matematické vyčíslení reality již není téměř možné, lépe řečeno je velmi obtížné. Nás zpravidla v dané realitě zajímá pouze určitá část – ohraničený systém (například pouze prodejna). Daný systém se snažíme vyjádřit, zjednodušit a vhodně reprezentovat. Takto nám vznikne model, který je abstrakcí systému respektive reality.
Systémy ze kterých dále vytváříme modely, můžeme rozdělit na dynamické a statické, přičemž pro simulace jsou zajímavé dynamické systémy, které můžeme dále dělit a uplatňovat na ně příslušný druh simulace. Dynamické systémy rozdělujeme na:
- Diskrétní systém – viz příklad s obchodním centrem, kdy se počet příchozích zákazníků mění skokově
- Spojitý systém – mísení dvou kapalin
- Kombinovaný systém – přítok a odtok vody v přehradě je spojitý do doby než zvedneme stavidla a skokově vypustíme vodu

## Simulační proces
Simulační proces můžeme rozdělit na několik kroků. Nejprve musíme identifikovat problém a následně ho definovat (například fronty u pokladen). Dále vytvoříme simulační model, který se skládá ze tří komponent: simulační struktury a dat, procesní logiky, a kontrolních dat.
Data potřebná pro simulaci získáváme statisticky (například průměrný čas odbavení zákazníka na pokladně). Po vytvoření modelu následuje jeho validace a verifikace, kdy ověřujeme, že se model chová správně. Výstup z kontrolní simulace porovnáváme s kontrolními daty. Pokud je model korektní, tak můžeme přistoupit ke studování jeho vlastností.

## Složky diskrétní simulace
Diskrétní simulace využívá některé složky, které jsou pro ni typické a reprezentují každý diskrétní systém.
- Čas – V závislosti na nastavených jednotkách (dny, hodiny, minuty atd.) se čas mění skokově, kupříkladu po hodině.
- Události – Jsou to změny v daném systému, který simulujeme (příchod zákazníka do obchodu, přísun polotovaru na pracoviště obrábění). Můžeme je vyjádřit změnou stavu entity a časem, kdy ke změně dochází. Události jsou zpravidla prováděny postupně, nicméně některé simulační modely umožňují provádět více událostí současně. Vyvstává ovšem problém synchronizace a zajištění správné následnosti událostí.
- Fronta – čekání entit na provedení události
- Generátor náhodných čísel – Ke generování čísel se využívají pseudonáhodné generátory. Pseudonáhodná čísla se využívají k napodobení reálných podmínek, kdy zákazníci vcházejí do obchodu v různý čas v různém počtu.
- Statistiky – Výstupem simulace jsou statistická data získaná při simulaci, která musíme dále zpracovat, abychom získali výsledné informace.
- Koncové podmínky – Simulace by mohla pokračovat do nekonečna, a proto je nutné zavést koncové podmínky, kdy simulace skončí (například po 20 iteracích).

## Praktické využití
V podnikatelské sféře se diskrétní simulace využívají k simulacím výroby (například ve Škoda Auto), systémů hromadné obsluhy, modelování a projektování výrobních systémů, školení pracovníků nebo optimalizaci. Používají se pro ověření předpokladů, zefektivnění výroby a hlavně minimalizaci případných chybných rozhodnutí.

## Příklad diskrétní simulace
Rozeberme si podrobněji zmíněný příklad obchodu. Zákazník přijde do obchodu, nakoupí si, zaplatí na pokladně a odejde z obchodu. Entitou bude v tomto případě ZÁKAZNÍK. Události budeme mít čtyři: PŘÍCHOD, NAKUPOVÁNÍ, PLATBA, ODCHOD. Dále můžeme definovat některé zdroje, které budou v událostech využívány. V našem případě pouze POKLADNÍ. V systému nás zajímá stav pokladních, respektive na kolik procent jsou vytíženy.
O událostech NAKUPOVÁNÍ a PLATBA lze říci, že jde vlastně o prodlení (zpoždění). V případě události PLATBA navíc využíváme zdroj POKLADNÍ. Pokud bychom příklad dělali například v Simprocessu, tak dále musíme doplnit (statistické) údaje, díky kterým se bude systém chovat dynamicky (např. lidé budou chodit do obchodu náhodně, ne vždy po 1 minutě). Musíme vycházet nejlépe z nějakých reálných dat. Řekněme, že každou minutu přijde v průměru do obchodu 15 lidí. To můžeme vyjádřit poissonovým rozdělením pravděpodobnosti Poi(15) v události PŘÍCHOD. Průměrná doba nákupu, kterou jsme naměřili je 20 minut, což vyjádříme exponenciálním rozdělením v události NAKUPOVÁNÍ jako Exp(20). Na pokladně pak strávíme průměrně 4 minuty, což můžeme vyjádřit v události PLATBA jako Exp(4). Zde také spotřebováváme zdroj POKLADNÍ. Zákazníci nakonec mizí v události ODCHOD.
Pokud máme všechny parametry nastaveny, měli bychom model otestovat zda je korektní a zobrazuje opravdu to co by měl. Když necháme takto nastavený simulační model běžet kupříkladu pracovní dobu, tak získáme potřebná data o vytížení pokladních, nebo o velikosti front u pokladen. Díky tomu můžeme optimalizovat počet pokladních.